# Praia de Santo António (Vila Real de Santo António)
A Praia de Santo António é uma praia situada na freguesia e no município de Vila Real de Santo António, sendo a mais oriental do Algarve e de Portugal. Situa-se a nascente da Praia de Monte Gordo e a oeste da foz do rio Guadiana, fazendo assim parte da costa da baía de Monte Gordo, junto da Ponta da Areia. Tal como a vizinha Praia de Monte Gordo, dispõe de águas cálidas e calmas. 
A praia é acessível através de caminhos pela Mata Nacional das Dunas Litorais de Vila Real de Santo António ou, na época alta, por um comboio turístico, pelo valor de 1€ por percurso, disponibilizado pela Câmara de Vila Real de Santo António.
A foz do Guadiana, a Mata Nacional e a Reserva Natural do Sapal de Castro Marim e Vila Real de Santo António dão o enquadramento paisagístico.